# Диас де ла Вега, Ромуло
Хосе Мария Ромуло Диас де ла Вега Фуэнтес (исп. Rómulo Díaz de la Vega; 23 мая 1800, Мехико — 3 октября 1877, Пуэбла-де-Сарагоса) — мексиканский военный, политический и государственный деятель, президент Мексики (12 сентября 1855 — 3 октября 1855), генерал.

## Биография
Изучал военное дело. В 1821 году присоединился к Плану Игуалы.
За участие в подавлении Войны за независимость Техаса получил чин полковника.
В 1838 году боролся против французского вторжения. Участник Американо-мексиканской войны в 1846—1849 годах. В Сражении при Ресака-де-ла-Пальма попал в плен.
В 1849 г. был губернатором Пуэблы, Тамаулипаса (1850), в 1853 году назначен губернатором Юкатана.
В сентябре 1855 года, после отставки президента Мартина Карреры, будучи командующим, собравшейся в столице страны армии, ненадолго захватил власть, став фактическим президентом Мексики, которую передал Хуану Альваресу.
Боролся с либералами и поддерживал создание монархии во главе с Максимилианом как императором Мексики. После победы республиканцев был приговорен к двум годам тюремного заключения .